# Creu de les Forques
La Creu de les Forques és una creu commemorativa, molt austera i sense decoració, emplaçada sobre el Tossal de les Forques, al municipi de Cervera (la Segarra). Està catalogada com a Bé Cultural d'Interès Local.
La creu es va col·locar el Dia de les Missions del 1952.